# Эйн-Махель
Эйн-Махель (ивр. עין מאהל‎, араб. عين ماهل‎) — местный совет в Северном округе Израиля. Получил статус местного совета в 1964 году.
Расположен примерно в 5 км к северу от города Назарет, на высоте 465 м над уровнем моря. Площадь совета составляет 5,203 км².

## Население
По данным Центрального статистического бюро Израиля, население на начало 2020 года составляло 305 человек.
По данным на 2005 год 100 % населения составляли арабы-мусульмане.
Динамика численности населения по годам:
| 1955 | 1961 | 1972 | 1983 | 1993 | 2000 | 2002 | 2008   | 2012   |
| ---- | ---- | ---- | ---- | ---- | ---- | ---- | ------ | ------ |
| 1500 | 2000 | 3500 | 5100 | 7300 | 9200 | 9800 | 11 267 | 11 800 |